# 김민아 (농구 선수)
김민아(2004년 9월 2일 ~ )는 대한민국의 농구 선수이다. 한국여자프로농구(WKBL) 부산 BNK 썸 소속으로 포지션은 가드이다.

## 경력
2022년 9월에 열린 2022-2023 WKBL 신입선수 선발회에서 2라운드 4순위(전체 10순위)로 부산 BNK 썸에 지명되었다.